# Магомедова, Диана Абдурахмановна
Диана Абдурахмановна Магомедова (9 июля 1999) — российская регбистка, нападающая клуба «Сборная Дагестана», игрок женских сборных России по регби и по пляжному регби. 

## Клубная карьера
Играет за сборную Дагестана.

## Карьера в сборной
В декабре 2019 года Диана Магомедова стала победительницей первого чемпионата Европы по регби на снегу в Москве. В сентябре 2021 года в составе сборной России по пляжному регби одержала победу на чемпионате Европы в Москве.

### Достижения
- Чемпионат Европы по регби среди женщин 2019 — ;
- Чемпионат Европы по пляжному регби среди женщин 2021 — ;